# Moshé Soloveitchik
Moshé Soloveitchik (1879-1941) fue un rabino ortodoxo. Moshé era el hijo mayor del famoso Rabino Jaim Soloveitchik. Moshé era el nieto del Rabino Yosef Dov Soloveitchik, también conocido como Beis HaLevi. El Rabino Moshé se casó con Pesya Feinstein, la hija del famoso rabino de Pruzany, el Rabino Eliyahu Feinstein. Moshé era primo hermano del Rabino Moshé Feinstein.

## Biografía

### Nacimiento
Moshé Soloveitchik nació en la ciudad de Valozhyn, en Bielorrusia, un municipio que formaba parte del Imperio ruso.

### Estancia en Europa
A los 31 años, fue nombrado rabino de la ciudad de Raseiniai, un cargo que ocupó durante tres años. En 1913, asumió el cargo de rabino de Khislavichi. Después de la Primera Guerra Mundial, Moshé fue a Polonia en 1920, y fue el director de la sección de estudios talmúdicos, en el seminario rabínico Tachkemoni en Varsovia.

### Emigración a Estados Unidos
Desde allí emigró a Nueva York en 1929, respondiendo a la llamada del Rabino Dr. Bernard Revel para unirse a la facultad como director de la yeshivá en el Seminario Teológico Rabino Isaac Elchanan, en la Universidad Yeshiva. Mientras Moshé estaba en la ciudad de Nueva York, su hijo mayor, el Rabino Joseph B. Soloveitchik estaba estudiando un doctorado de filosofía en la Universidad Humboldt de Berlín. Al año siguiente, Joseph se mudó a Boston y se convirtió en el jefe de la comunidad judía en aquella ciudad. En 1937, Joseph Soloveitchik fundó la Escuela Maimónides en Brookline, Massachusetts. 

### Defunción
Cuando Moshé Soloveitchik murió en 1941 a la edad de 62 años, su hijo el Rabino Joseph B. Soloveitchik ocupó el puesto de su padre.

### Familia
Los dos hijos menores de Moshé Soloveitchik fueron el Rabino Aharon Soloveitchik (1917–2001), quien también enseñó en el Seminario Teológico Rabino Isaac Elchanan (RIETS), y el Dr. Samuel Soloveitchik (1909–1967), quien enseñó la asignatura de química en el Colegio Yeshiva. Moshé Soloveitchik tuvo dos hijas: Shulamit Meiselman (Soloveitchik) (1912–2009) y Channa Anne Gerber (Soloveitchik) (1915-2011).